# Керол Лендіс
Френсіс Лілліан Мері Рідст (англ. Frances Lillian Mary Ridste, нар.1 січня 1919, Ферчайлд, Вісконсин, США — пом. 5 липня 1948, Пасифік-Палісейдс, Каліфорнія, США), відома як Керол Лендіс (англ. Carole Landis) — американська акторка, співачка, танцюристка, модель і сценаристка. Стала відомою завдяки ролі Лоани у фільмі "Мільйон років до нашої ери" (1940). За внесок у кіномистецтво відзначена зіркою на Голлівудській алеї слави.

## Біографія
Френсіс Лілліан Мері Рідст народилася в бідній родині в селі Ферчайлд (штат Вісконсин). Її мати Клара Стентек Рідст походила із сім'ї поляків-фермерів. Батько Альфред Рідст, норвежець за походженням, покинув сім'ю ще до народження дочки. Вихованням Френсіс займався її вітчим Чарльз Феннер. Керол була молодшою із п'яти дітей, двоє з яких померли в дитинстві.

## Кар'єра
Завдяки своїй зовнішності Лендіс у юності часто ставала переможницею на різноманітних конкурсах краси, а у 15 років покинула школу та вирішила почати кар'єру у шоу-бізнесі.
До свого дебюту як статистки в 1937 році у фільмі «Народження зірки» працювала співачкою і танцюристкою в одному з нічних клубів Сан-Франциско. Накопичивши 100 доларів і перефарбувавшись у блондинку та взявши псевдонім Керол Лендіс (на честь своєї улюбленої акторки Керол Ломбард) поїхала підкорювати Голлівуд.
Наприкінці 1930-х іноді знімалася в епізодичних ролях на студії «Warner Bros.», принагідно підробляючи моделлю для календарів та плакатів еротичного змісту.
Перший успіх до неї прийшов після виходу на екрани фільму "Мільйон років до нашої ери" (1940). Стрічка викликала фурор у світі кіно, і акторка прокинулася знаменитою.
На початку 1940-х Керол Лендіс знялася в низці надзвичайно успішних фільмів вже як виконавиця головних ролей. За часів, коли спів багатьох акторок піддавався дубляжу, голос Лендіс був настільки гарним, що її неодноразово запрошували зніматися у музичних сценах.
Незабаром Керол Лендіс підписала контракт із кіностудією «20th Century Fox». Там вона познайомилася і почала стосунки з продюсером Деррілом Ф. Зануком. Завдяки йому отримала ролі у багатьох знаменитих фільмах того часу, включаючи «Місяць над Маямі» (1941) та «Нічний кошмар» (1941). Після розриву стосунків її кар'єра різко пішла на спад, і вона більше не отримувала гідних пропозицій, крім другорядних ролей у фільмах категорії «B».
Під час Другої світової війни Керол Лендіс багато фотографувалася як pin-up girl на плакати для військовослужбовців. Крім цього, вона часто давала фронтові концерти: в 1942 вона разом з Кей Френсіс виступала в Англії і Північній Африці, а 1944 розважала військових на півдні Тихого океану. За роки війни проїхала з концертами понад 100 тисяч миль. 
1945 року Керол Лендіс виконала головну роль у бродвейській постановці Жаклін Сюзанн «Дама каже: „Так“».

## Особисте життя
У січні 1934 року 15-річна Френсіс Рідст стала дружиною 19-річного сусіда Ірвінга Віллера, проте шлюб був анульований у лютому того ж року. Пізніше, 25 серпня 1934 року, вони знову одружилися. У 1938 році Ірвінг ініціював судовий процес проти Басбі Берклі за звинуваченням у любовному зв'язку з Керол Лендіс, і в 1939 шлюб був офіційно розірваний.
Після невдалих заручин Лендіс з відомим кінорежисером і хореографом Басбі Берклі в 1939 році був двомісячний офіційний шлюб з брокером Віллісом Гантом-молодшим в 1940 році.
5 січня 1942 року познайомилася в Лондоні з капітаном ВПС Великої Британії, героєм війни Томасом Веллісом. За численними спогадами рідних акторки, Велліс був її «єдиним справжнім коханням у житті». Акторка наполягла на пишній церемонії вінчання в католицькій церкві. Великим розчаруванням для обох стала її нездатність мати дітей через ендометріоз. Чоловік вимагав, щоб Керол завершила кінокар'єру. У 1945 році вони розлучилися. За весь час шлюбу вони провели разом лише кілька тижнів.
1945 року Керол Лендіс пошлюбила бродвейського продюсера В. Хорейса Шмідлапа. 
Керол Лендіс часто страждала від депресії і кілька разів намагалася накласти на себе руки. Через це її кар'єра почала згасати, а шлюб зі Шмідлапом тріщав. Через деякий час у неї почався роман з актором Рексом Гаррісоном, одруженим з акторкою Ліллі Палмер. Через небажання Гаррісона залишати сім'ю вона була пригнічена та, не маючи сили це пережити, 5 липня 1948 покінчила життя самогубством, прийнявши велику дозу снодійного.
За внесок у кіномистецтво Керол Лендіс відзначена зіркою на Голлівудській алеї слави на Вайн-стріт 1765 року.

## Вибрана фільмографія
| Рік  |   | Українська назва           | Оригінальна назва  | Роль                                |
| ---- | - | -------------------------- | ------------------ | ----------------------------------- |
| 1937 | ф | Народження зірки           | A Star Is Born     | дівчина в береті в барі Santa Anita |
| 1937 | ф | День на скачках            | A Day at the Races | танцівниця                          |
| 1940 | ф | Мільйон років до нашої ери | One million B. C.  | Лоана                               |
| 1942 | ф | Моя дівчина Сел            | My Gal Sal         | Мей Коллінз                         |